# Antrim Coast and Glens

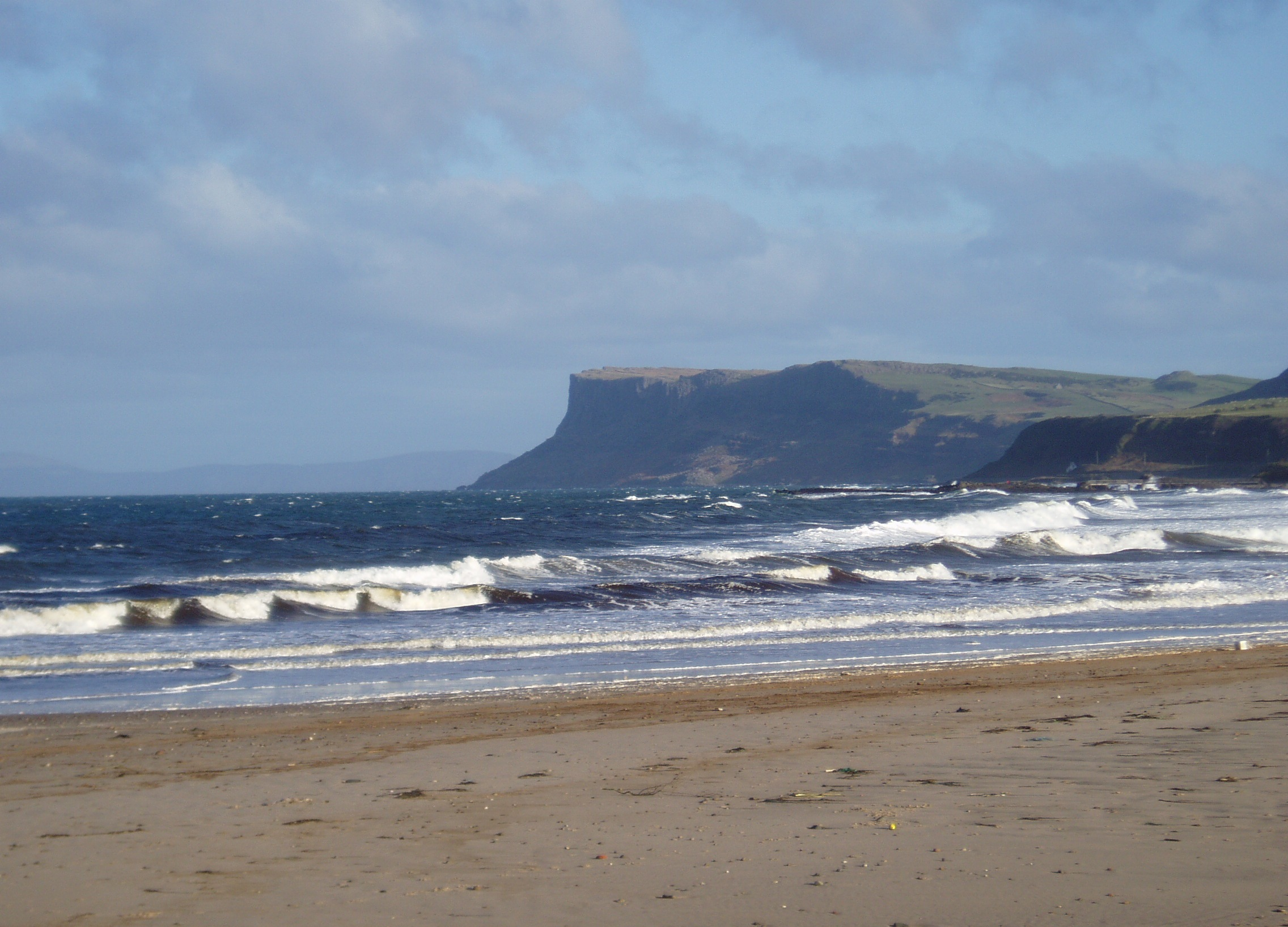
Fair Head, östlich von Ballycastle

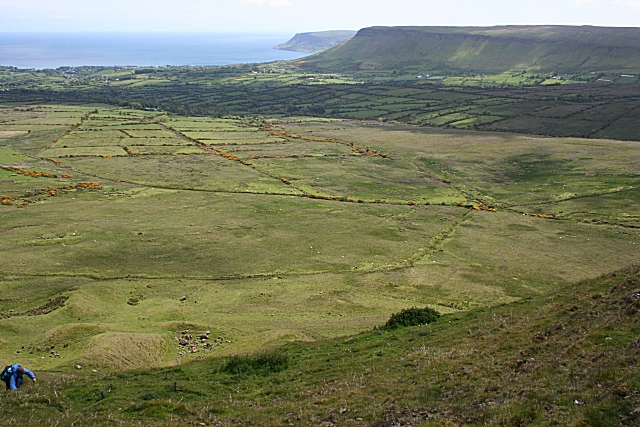
Blick vom Tievebulliagh ins Glenariff

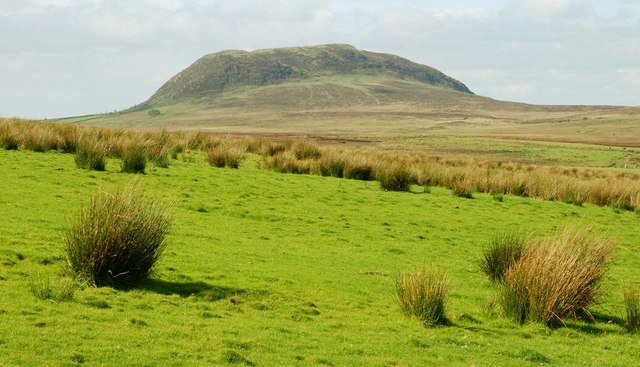
Der Slemish im Südwesten des Gebietes

Antrim Coast and Glens (dt. „Küste und Täler von Antrim“) ist eine 1988 eingerichtete Area of Outstanding Natural Beauty (deutsch „Gebiet von außerordentlicher natürlicher Schönheit“, (AONB)) im Nordosten der Insel Irland.

## Lage
Das Gebiet liegt in der historischen Region Grafschaft Antrim, politisch gehört es zu Nordirland, verwaltungstechnisch zu den Distrikten Causeway Coast and Glens und Mid and East Antrim. Es erstreckt sich entlang der Küste des Nordkanals, einem Teil der Schottischen See, auf einer Länge von knapp 50 Kilometern, von Ballycastle im Norden bis kurz vor Larne im Süden. Die Tiefe beträgt rund 15 Kilometer, den südwestlichsten Bereich markiert der Slemish.
Antrim Coast and Glens ist das östlichste von drei AONBs, die fast den gesamten Raum der Nordküste Nordirlands einnehmen. Jenseits von Ballycastle folgt, unmittelbar anschließend, Causeway Coast und westlich von diesem, mit einer Lücke von rund sechs Kilometern zwischen Portrush und Portsteward, Binevenagh.

## Gliederung
Das Gebiet umfasst im Wesentlichen vier Bereiche:
- die dünn besiedelten Antrim Mountains (andere Bezeichnungen sind Antrim Hills oder Antrim Plateau) mit ihren Deckenmooren. Verbreitet finden sich Überreste bergbaulicher Tätigkeiten, insbesondere auf Eisen, aber auch auf Bauxit, vom 19. bis zur Mitte des 20. Jahrhunderts
- die darin liegenden Glens of Antrim, neun durch glaziale Erosion während der letzten Kaltzeit vor rund 17.000 Jahren entstandene Täler, die sich in nördlicher bis östlicher Richtung bis an die Küste erstrecken
- die Küste selbst, die dort, wo die Glens münden, flach mit Stränden, ansonsten aber durch steile Felsen geprägt ist. Hier verläuft die Antrim Coast Road, eine beliebte Touristikstraße, als Teil der A2. Sie verbindet dabei eine Reihe kleinerer Hafenstädte, von Ballycastle über Cushendun, Cushendall, Waterfoot, Carnlough, Glenarm und Ballygalley bis weiter nach Larne.
- die nördlich vorgelagerte Insel Rathlin.